# جومالا (أسطورة)

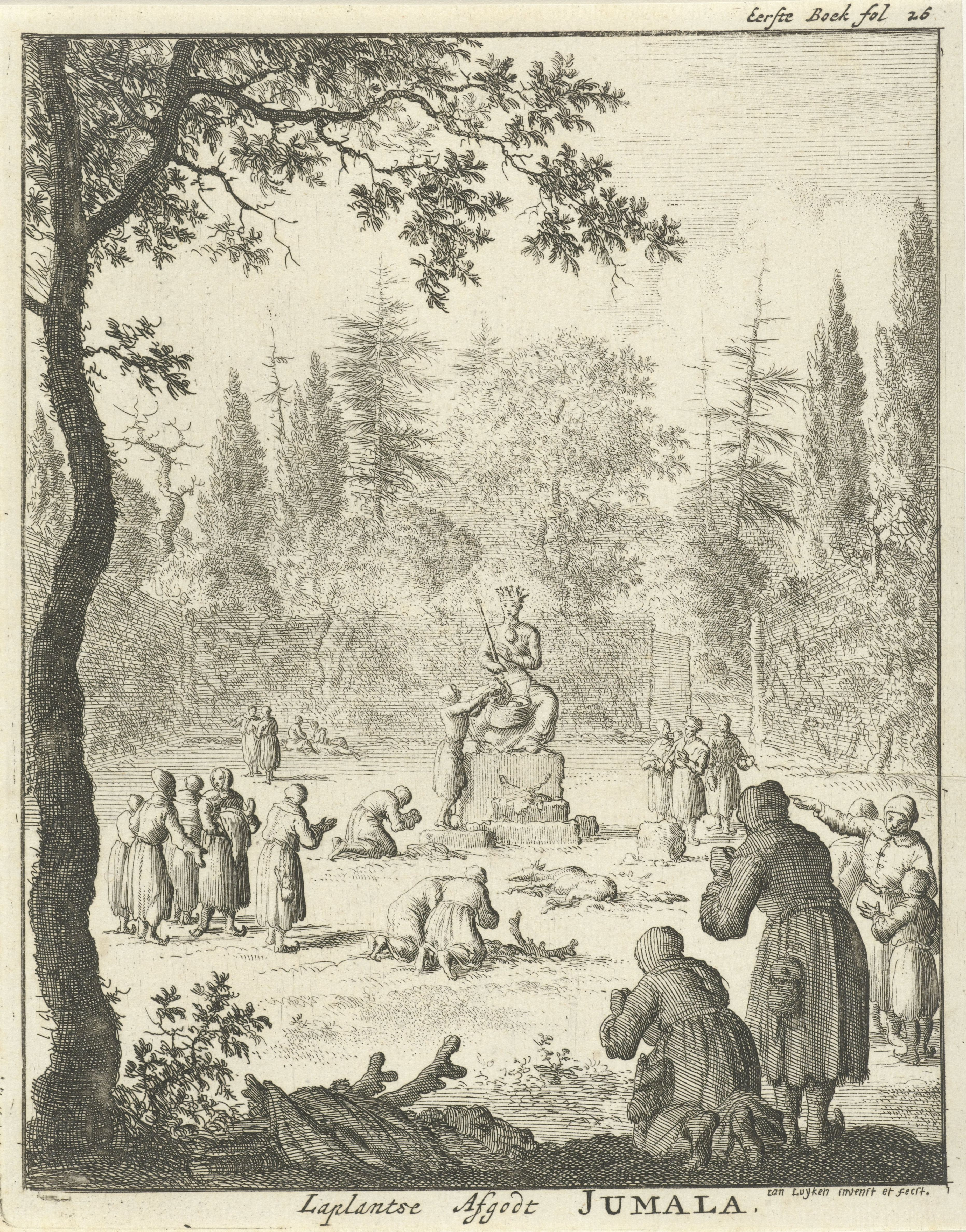
جومالا، مطبوعات من تأليف جان لويكن في متحف ريجكس أمستردام، مطبوعات نشرها يان كلايسز تين هورن في متحف ريجكس أمستردام،

جومالا (بالإنجليزية: Jumala)‏ الكلمة الفنلندية للرب المسيحي. ظهرت أول مرة في عام 1026. ربما كان جومالا رب السماء الفنلندي القديم، ولكنه فيما بعد صار مصطلحا تجريديا يدل على الله عموما.